# Liste des présidents de la Macédoine du Nord
Ce tableau présente la liste des présidents de la république de Macédoine du Nord depuis sa déclaration d'indépendance de la république fédérative de Yougoslavie le 8 septembre 1991. L'indépendance n'est reconnue par l'ONU que le 8 avril 1993.

## Liste des présidents depuis 1990
| Portrait                    | Titulaire (Naissance-mort)                | Élection  | Mandat           | Mandat                             | Mandat                    | Parti politique | Parti politique |
| Portrait                    | Titulaire (Naissance-mort)                | Élection  | Début            | Fin                                | Durée                     | Parti politique | Parti politique |
| --------------------------- | ----------------------------------------- | --------- | ---------------- | ---------------------------------- | ------------------------- | --------------- | --------------- |
| Kiro Gligorov               | Kiro Gligorov (1917-2012)                 | 1991 1994 | 27 janvier 1991  | 4 octobre 1995                     | 4 ans, 8 mois et 7 jours  |                 | Indépendant     |
| Stojan Andov                | Stojan Andov (1935-2024)                  | intérim   | 4 octobre 1995   | 17 novembre 1995                   | 13 jours                  |                 | LPM             |
| Kiro Gligorov               | Kiro Gligorov (1917-2012)                 | 1991 1994 | 17 novembre 1995 | 19 novembre 1999                   | 4 ans et 2 jours          |                 | Indépendant     |
| Savo Klimovski              | Savo Klimovski (né en 1947)               | intérim   | 19 novembre 1999 | 15 décembre 1999                   | 26 jours                  |                 | DA              |
| Boris Trajkovski            | Boris Trajkovski (1956-2004)              | 1999      | 15 décembre 1999 | 26 février 2004 (mort en fonction) | 4 ans, 2 mois et 11 jours |                 | VMRO-DPMNE      |
| Ljupčo Jordanovski          | Ljupčo Jordanovski (1953-2010)            | intérim   | 26 février 2004  | 12 mai 2004                        | 2 mois et 16 jours        |                 | SDSM            |
| Branko Crvenkovski          | Branko Crvenkovski (né en 1962)           | 2004      | 12 mai 2004      | 12 mai 2009                        | 5 ans                     |                 | SDSM            |
| Ǵorge Ivanov                | Ǵorge Ivanov (né en 1960)                 | 2009 2014 | 12 mai 2009      | 12 mai 2019                        | 10 ans                    |                 | VMRO-DPMNE      |
| Stevo Pendarovski           | Stevo Pendarovski (né en 1963)            | 2019      | 12 mai 2019      | 12 mai 2024                        | 5 ans                     |                 | SDSM            |
| Gordana Siljanovska-Davkova | Gordana Siljanovska-Davkova (née en 1953) | 2024      | 12 mai 2024      | en cours                           | 9 mois et 21 jours        |                 | VMRO-DPMNE      |

## Trois intérims depuis 1991
- En 1995, le président Gligorov est blessé au cours d'un attentat. Le président de l'Assemblée Andov exerce alors l'intérim de la présidence pendant six semaines.
- En 1999, Trajkovski remporte l'élection présidentielle le 15 novembre, quatre jours avant le terme du mandat de Gligorov. Son concurrent conteste les résultats et la prise de fonction est retardée au 15 décembre. Le président de l'Assemblée Klimovski exerce alors l'intérim pendant vingt-six jours.
- En 2004, le président Trajkovski meurt dans un accident d'avion. Le président de l'Assemblée Jordanovski exerce alors l'intérim pendant six semaines.